# Baloncesto en España
El baloncesto en España se constituye de manera similar a como se organiza en los otros países europeos y en general en los miembros de la FIBA, y de manera bastante distinta al sistema que se emplea en la NBA de los Estados Unidos. La organización del baloncesto en España es similar a la del fútbol, en el sentido de que hay una liga de clubes profesionales y al mismo tiempo una Federación que engloba todas las demás competiciones de clubes menos profesionalizados o totalmente amateurs y también los de las categorías de formación de jugadores jóvenes.
La Asociación de Clubes de Baloncesto (ACB) organiza la Liga del mismo nombre, compuesta por los 18 equipos de mayor potencial. Cada año los dos últimos de la clasificación liguera descienden a la división LEB; la Liga ACB, por tanto, difiere de la NBA en muchos aspectos y entre ellos en que se puede perder la categoría. La LEB la organiza la Federación Española de Baloncesto.
Los equipos españoles de la ACB compiten en Europa en los campeonatos organizados por la ULEB y también en los campeonatos organizados por FIBA Europa.
Los mejores equipos de la ACB compiten también en otro torneo anual, de corta duración, la Copa del Rey de Baloncesto.

## Historia
En 1912, el pedagogo Eladi Homs, que había conocido el juego mientras trabajaba en Chicago, introdujo la práctica del deporte en la escuela Vallparadís de Tarrasa. Sin embargo, cabe destacar que gracias al padre Eusebio Millán se popularizó en España. Eusebio conoció el deporte en Cuba en el año de 1906 por los soldados que lo invadieron. En el año 1921, implementó el deporte en las Escuelas Pías de San Antón de Barcelona. Debido a la popularidad del fútbol en el país, parecía imposible que otro deporte llegara a atraer a los jóvenes y mucho menos usando las manos ya que se acostumbraron a usar el pie en el fútbol.
Y como se veía venir a los estudiantes no les llamó la atención el deporte en un primer momento y querían seguir jugando fútbol, Millán escondió todos los balones de fútbol para que sus estudiantes jugaran al baloncesto, aunque dio igual debido a que los alumnos querían seguir jugando al fútbol y se negaban a jugar al baloncesto. Millán les propuso jugar tres días fútbol y tres días baloncesto.
Un año después en 1922 Millán ayudó en la fundación el primer club nacional de baloncesto en España: el Laietà Basket Club, el popular layetano (formado por exalumnos de la escuela Pías de San Antón). Entrenaban 3 veces por semana a las seis de la mañana, su primer adversario sería el CE Europa en un partido de baloncesto celebrado el 8 de diciembre de 1922 terminando en un 8-2 a favor del Europa.
El baloncesto ya se estaba volviendo popular en el país, haciéndole pasar de un deporte que nadie jugaba debido a la popularidad del fútbol a uno muy importante.
El primer torneo oficial de baloncesto se hizo cuatro meses después, en abril de 1923, con diferentes clubes, entre ellos La France, Catalunya, America Star, el Patrie, Espanyol y Barcelona, el último fue una referencia al club de fútbol pero no tenía relación. El Patricio fue el ganador del torneo. 
Pese a su popularidad el baloncesto de España nunca progresaba a nivel mundial debido al aislamiento con los demás países.
En 2006, España se coronaría por primera vez campeón del mundo, siendo su mayor logro internacional, tras derrotar en la final a Grecia por un marcador de 70-47.

## Ligas

### Categoría masculina
- Liga ACB (18 equipos)
- Primera FEB (18 equipos)
- Segunda FEB (15 equipos)
- Tercera FEB (5 grupos)
- Primera División Nacional de Baloncesto

### Categoría femenina
- Liga Femenina de baloncesto (16 equipos)
- Liga Femenina Challenge (16 equipos)
- Liga Femenina 2 de baloncesto (2 grupos de 14 equipos)
- Primera Nacional Femenina de baloncesto

## Otras competiciones

### Masculinas
- Copa del Rey de Baloncesto
- Supercopa de España de Baloncesto

### Femeninas
- Copa de la Reina de baloncesto
- Supercopa de España de baloncesto femenino

## Selección nacional masculina
La Selección de baloncesto de España, formada por jugadores seleccionados por la Federación Española de Baloncesto, representa a España en los torneos de selecciones nacionales. Logró los campeonatos del Mundo de 2006 y 2019, y los campeonatos de Europa de 2009, 2011, 2015 y 2022 además de haber conseguido en tres ocasiones ser subcampeona olímpica (1984, 2008, 2012). Jugadores de la selección muy conocidos son, por ejemplo, Pau Gasol, Jorge Garbajosa, José Manuel Calderón, Juan Carlos Navarro, Sergio Rodríguez, Marc Gasol, Ricky Rubio.

## Selección nacional femenina
La selección española de baloncesto femenina ha sido subcampeona olímpica (2016), subcampeona del mundo (2014) y campeona europea (1993, 2013, 2017 y 2019) y también siendo subcampeona en (2007 y 2023).